# Yuki Isoya
Yuki Isoya, född 17 februari 1972 i Hakodate, Japan, är en japansk musiker främst känd som sångare i bandet Judy and Mary.

## Karriär
Yuki startade 1991 bandet Judy and Mary som lades ner 2001. Året därpå påbörjade hon en solokarriär inom musik med bland annat sången Home Sweet Home från 2004.
Yuki har också varit medlem i banden NiNa och Mean Machine.